# Epicoma
Epicoma is een geslacht van vlinders van de familie van de tandvlinders (Notodontidae), uit de onderfamilie van de Thaumetopoeinae. De wetenschappelijke naam en de beschrijving van dit geslacht zijn voor het eerst gepubliceerd in 1819 door Jacob Hübner.

## Soorten
- E. anisozyga Turner, 1922
- E. argentata (Walker, 1865)
- E. argentosa (T.P. Lucas, 1890)
- E. asbolina Turner, 1902
- E. barnardi (T.P. Lucas, 1890)
- E. barytima Turner, 1917
- E. chrysosema Turner, 1922
- E. contristis Hübner, 1823
- E. derbyana Strand, 1929
- E. dispar Turner, 1922
- E. melanospila (Wallengren, 1860)
- E. melanosticta (Donovan, 1805)
- E. nigrolineata Joicey & Talbot, 1916
- E. phoenura Turner, 1922
- E. pontificalis Rosenstock, 1885
- E. protrahens (T.P. Lucas, 1890)
- E. tristis (Donovan, 1805)
- E. zelotes Turner, 1902